# Gail Russellová
Gail Russellová (rodným jménem Betty Gale Russell; 21. září 1924 – 26. srpna 1961) byla americká filmová a televizní herečka, která po téměř celoživotní závislosti na alkoholu zemřela v pouhých 36 letech.

## Život

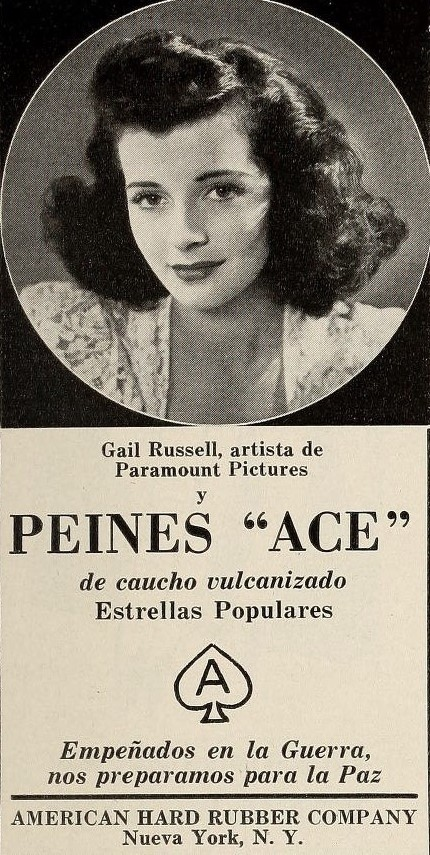
Gail Russellová v roce 1943

### Mládí a začátek kariéry
Narodila se 21. září 1924 v Chicagu jako dcera muzikanta George Russella a jeho ženy Gladys Russellové (rodným jménem Barnetová). V mládí se s rodinou přestěhovala do Los Angeles, kde její otec začal pracovat pro leteckou společnost Lockheed Corporation a Gail nastoupila na střední školu Santa Monica High School. Kromě střední školy také navštěvovala soukromou uměleckou školu. Původně totiž chtěla pracovat jako komerční umělkyně, ale její krása ji nasměrovala k jinému oboru. Díky své kráse si také vysloužila přezdívku „Hedy Lamarrová ze Santa Monicy“, která nakonec oslovila i hledače talentů Williama Meiklejohna, který ji následně pozval na konkurz.
V roce 1942 v 18 letech tak podepsala dlouhodobou smlouvu s filmovým studiem Paramount Pictures a o rok později debutovala ve filmu Henry Aldrich Gets Glamour (1943). Po dokončení melodramatu Lady in the Dark (1944) si ji šéf studia Buddy DeSylva vybral pro roli v hororu The Uninvited (1944) a hned poté, co za pomoci hlasové trenérky Miriam Greeneové vypilovala přízvuk, začala natáčet. Tento snímek se ukázal pro její hereckou kariéru jako klíčový a zaznamenal velký úspěch.
Během natáčení ji však producent Charles Brackett a režisér Lewis Allen často napomínali za její neustálé stížnosti ohledně scénáře i make-upu a několikrát se proto na place rozplakala. Kvůli neustálému stresu a trémě také začala pít alkohol, kterému brzy propadla a se závislostí bojovala až do konce života. Jeden z nejvýdělečnějších snímků roku však dal ostatním na problematickou spolupráci s Gail brzy zapomenout a vedení studia ji hned obsadilo do dalšího snímku. Tím se stala komedie Our Hearts Were Young and Gay (1944) a Gail se po boku Diany Lynn uvedla v hlavní roli. Tento podobně úspěšný snímek následovaly další filmy jako například drama Salty O'Rourke (1945) s Alanem Laddem, mysteriózní pokračování snímku The Uninvited nazvané The Unseen (1945) nebo její druhá komedie s Dianou Lynn Our Hearts Were Growing Up (1946). S Alanem Laddem se potřetí objevila ve film-noiru Calcutta (1946) a po boku několika hvězd z tehdejší hollywoodské elity se blýskla také ve dvou velmi úspěšných snímcích, Duffy's Tavern (1945) a Variety Girl (1947).
V druhé polovině 40. let ji studio Paramount Pictures také začalo vypůjčovat i ostatním studiím, u kterých se objevila v několika dalších filmech. Jako první si ji vypůjčil režisér Andrew L. Stone a obsadil ji do hlavní role ve své romantické komedii The Bachelor's Daughters (1946). Brzy poté si ji vypůjčila společnost Republic Pictures pro western Anděl a bandita (1947) s Johnem Waynem, po kterém se vrátila zpět k Paramountu na natáčení film-noiru Night Has a Thousand Eyes (1948) s Edwardem G. Robinsonem v hlavní roli. V témže roce si ji však opět vypůjčila Republic Pictures a s Waynem se objevila v dalším westernu Wake of the Red Witch, který se stal ihned velkým hitem.
Na další western si ji vypůjčilo také malé studio Pine-Thomas Productions, u kterého si zahrála s Johnem Paynem ve vysokorozpočtovém westernu El Paso (1949). Toho roku natočila i dobrodružný film Song of India (1949) pro Columbia Pictures a drama The Great Dan Patch (1949) pro United Artists a na přelomu dekády se dále objevila v dalších dvou filmech u Pine-Thomas Productions. Po dramtu Air Cadet (1951) pro Universal Pictures však na pět let s filmováním přestala.

### Alkoholismus a pozdější kariéra

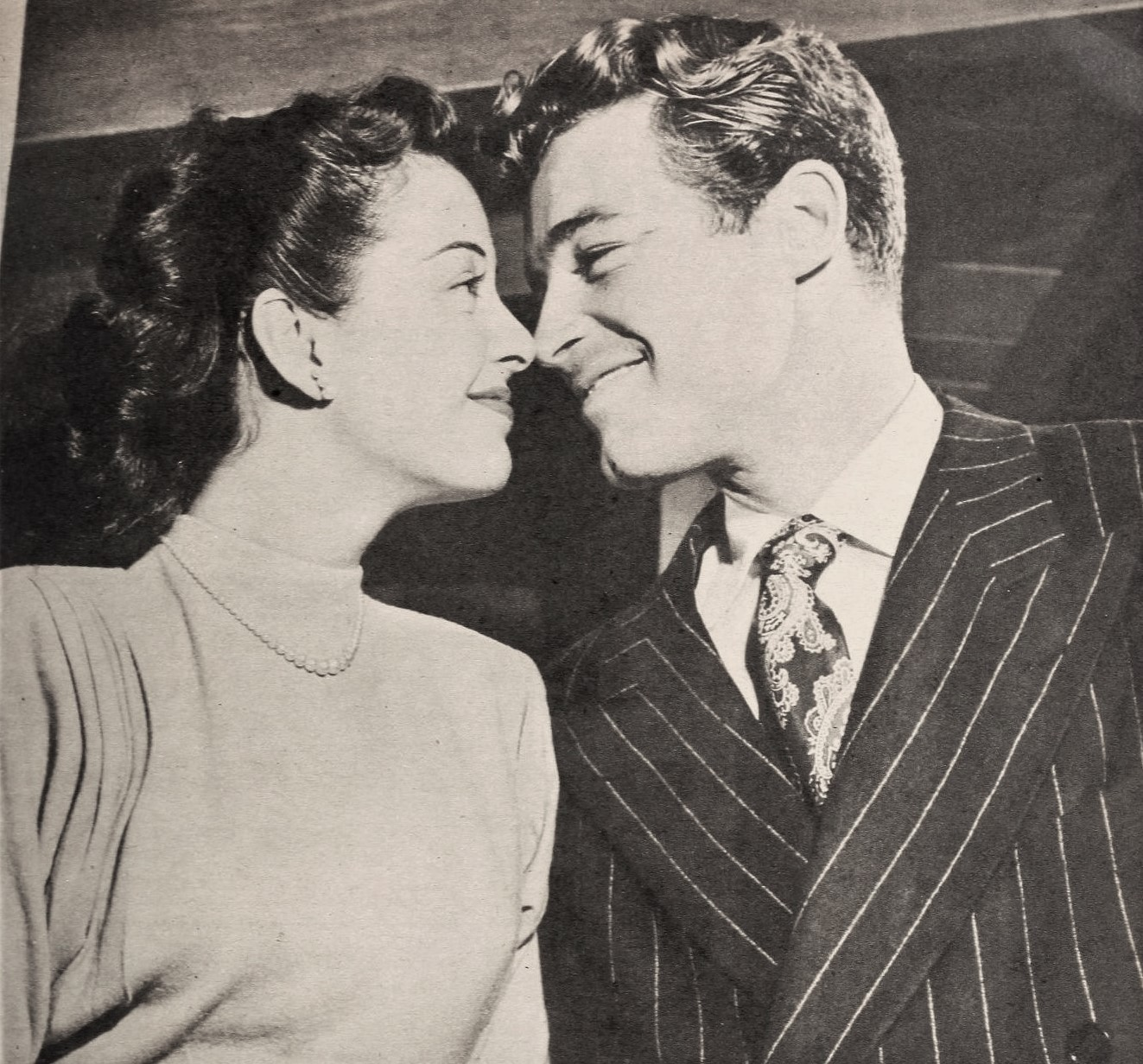
Gail Russellová se svým manželem Guyem Madisonem.

V 50. letech už bylo široce známo, že Gail již dávno propadla alkoholismu, ale nyní ji začaly postupně postihovat první problémy. V listopadu 1953 byla zatčena za řízení v opilosti a noc tak strávila ve vězení. O dva měsíce později stanula před soudem v Santa Monice, kde se k činu přiznala a dostala pokutu 150 $, čímž unikla trestu odnětí svobody, pod podmínkou, že po dobu dvou let nebude užívat žádné omamné látky. V říjnu 1954 se rozvedla se svým manželem a hercem Guyem Madisonem a hned poté byla po záchvatu souvisejícím s hepatitidou převezena v kómatu do nemocnice.
V únoru 1955 dokonce způsobila autonehodu, když narazila do jiného auta s rodiči a malým dítětem uvnitř. Gail musela zaplatit pokutu ve výši 50 $, a s poškozeným párem, který ji zažaloval se mimosoudně vyrovnala ve výši 30 000 dolarů.
Téhož roku se také vrátila zpět k filmování a u studia Warner Bros. si spolu s Randolphem Scottem zahrála ve westernu Sedm mužů na zabití (1956), který získal příznivé recenze a jejich herecké výkony byly velmi chváleny. Po svém úspěšném návratu se objevila také v dalším film-noiru The Tattered Dress (1957), ale její závislost na alkoholu se stále zhoršovala a v dubnu 1957 byla dokonce nalezena v bezvědomí na podlaze ve svém domě.

Během roku 1957 byla opět zatčena, platila několik pokut, byla opět zažalována a poté, co se kvůli opilosti nedostavila k několikátému soudu jí byl udělen také 30denní podmíněný trest. Kromě pár filmů se začala více objevovat i v televizních seriálech, ale v dubnu 1960 také pronesla: 
„Myslím, že o mně stále spousta lidí pochybuje. A to je jeden z důvodů, proč se chci znovu vrátit do showbyznysu. Abych lidem dokázala, že stále dokážu natáčet filmy. Nyní jsem silnější a má budoucnost vypadá docela dobře.“ 
V listopadu téhož roku se nakonec blýskla v roli Flore Brancato v nízkorozpočtovém dramatu The Silent Call a opět zaznamenala velký úspěch. Tento film se však stal jejím posledním.
V posledních letech se Gail pokusila několikrát s pitím přestat, ale vždy začala znovu a po jedné hospitalizaci byla dne 26. srpna 1961 nalezena ve svém domě mrtvá. Našli ji sousedé, kteří si začali dělat starosti, když se několik dní neukázala. Její dům byl plný prázdných lahví a na zemi vedle Gail ležela další. Příčinou její smrti bylo selhání jater a aspirace žaludečního obsahu. V době své smrti také trpěla podvýživou. Gail Russellová tak zemřela během velkého kariérního comebacku v pouhých 36 letech.

## Filmografie

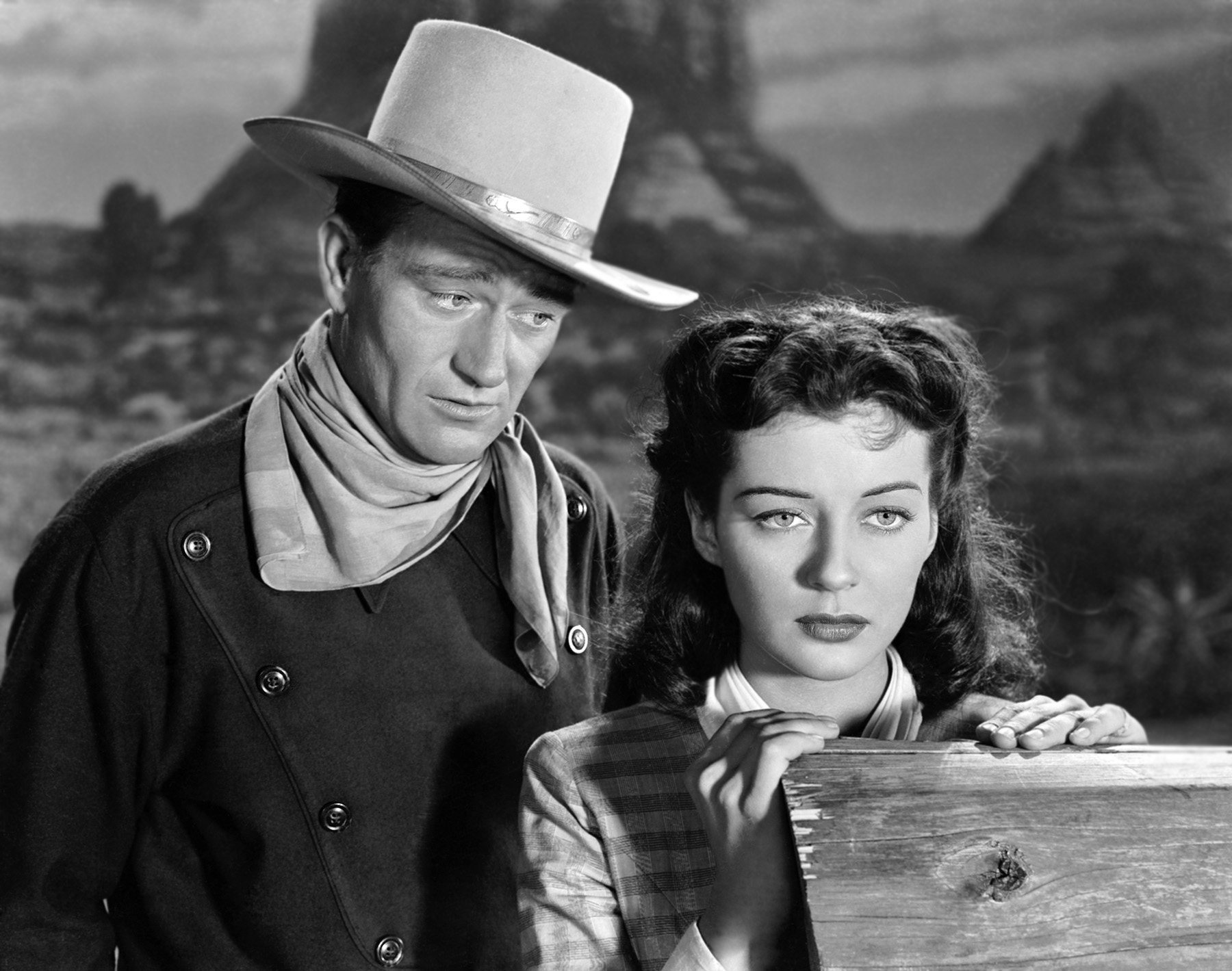
S Johnem Waynem ve filmu Anděl a bandita (1947)

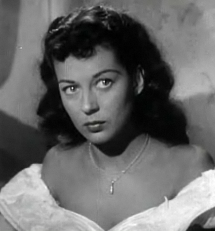
Gail Russellová ve filmu Wake of the Red Witch (1948)

### Filmy
- 1943 Henry Aldrich Gets Glamour (režie Hugh Bennett)
- 1944 Lady in the Dark (režie Mitchell Leisen)
- 1944 The Uninvited (režie Lewis Allen)
- 1944 Our Hearts Were Young and Gay (režie Lewis Allen)
- 1945 Salty O'Rourke (režie Raoul Walsh)
- 1945 The Unseen (režie Lewis Allen)
- 1945 Duffy's Tavern (režie Hal Walker)
- 1946 Our Hearts Were Growing Up (režie William D. Russell)
- 1946 The Bachelor's Daughters (režie Andrew L. Stone)
- 1946 Calcutta (režie John Farrow)
- 1947 Anděl a bandita (režie James Edward Grant)
- 1947 Variety Girl (režie George Marshall)
- 1948 Night Has a Thousand Eyes (režie John Farrow)
- 1948 Moonrise (režie Frank Borzage)
- 1948 Wake of the Red Witch (režie Edward Ludwig)
- 1949 Song of India (režie Albert S. Rogell)
- 1949 El Paso (režie Lewis R. Foster)
- 1949 The Great Dan Patch (režie Joseph M. Newman)
- 1950 Captain China (režie Lewis R. Foster)
- 1950 Mimo zákon (režie Joseph Losey)
- 1951 Air Cadet (režie Joseph Pevney)
- 1956 Sedm mužů na zabití (režie Budd Boetticher)
- 1957 The Tattered Dress (režie Jack Arnold)
- 1958 No Place to Land (režie Albert C. Gannaway)
- 1961 The Silent Call (režie John A. Bushelman)

### Seriály
- 1956 Studio 57 (1 epizoda, režie Herschel Daugherty)
- 1960 The Rebel (1 epizoda, režie Bernard L. Kowalski)
- 1960 Manhunt (1 epizoda, režie Fred Jackman Jr.)